# Dauerwaldstiftung in Pommern
Die Dauerwaldstiftung in Pommern wurde am 20. Dezember 2011 als erste deutsche Dauerwaldstiftung des bürgerlichen Rechts begründet. Sie ist gemeinnützig und hat ihren Sitz in Buddenhagen in Mecklenburg-Vorpommern.

## Stifter und Stiftungsrat
Stifter ist der Forstwirt Eckhard Wenzlaff, der sowohl das Grundvermögen als auch die ersten Waldflächen aus seinem Spechtwaldbesitz der Stiftung zur Verfügung gestellt hat. Der Stifter ist als Waldsprecher des NABU auf Bundesebene engagiert. Er hat selbst den Stiftungsratsvorsitz übernommen.  Die Stiftung will die Verbreitung der Idee des Dauerwaldes nach annähernd 100 Jahren Widerstand in der beamteten, öffentlichen Forstwirtschaft und in der forstlichen Betriebspraxis fördern und popularisieren.

## Ziele
Die wichtigsten Ziele der Stiftung sind gemäß Satzung:
- die Förderung der Dauerwaldidee in der Aus- und Fortbildung des Forstpersonals, der Waldbesitzer und der waldbaulichen Praxis
- Maßnahmen des integrierten Waldnaturschutzes, zur Pflege des Wasserhaushalts und dessen Vernetzung mit der Waldwirtschaft
- Förderung der Artenvielfalt in Wirtschaftswäldern und Erprobung neuer Verfahren des aktiven Waldnaturschutzes im Zuge der Dauerwaldwirtschaft
- praktische Unterstützung bei der Aus- und Fortbildung junger Forstleute in Bezug auf die Dauerwaldidee, Förderung waldbaulicher Praktika, Exkursionsveranstaltungen
- Integration des Schalenwildmanagements und Maßnahmen der gesellschaftlichen Öffentlichkeitsarbeit

Die Stiftung sieht sich verpflichtet, die ihr anvertrauten und in Aussicht gestellten Waldflächen weiterer Waldbesitzer konsequent in naturgemäße Dauerwälder zu überführen.